# 10656 Albrecht
10656 Albrecht este un asteroid din centura principală de asteroizi.

## Descriere
10656 Albrecht este un asteroid din centura principală de asteroizi. A fost descoperit pe 25 martie 1971 la Observatorul Palomar de Cornelis Johannes van Houten, Ingrid van Houten-Groeneveld și Tom Gehrels. Asteroidul prezintă o orbită caracterizată de o semiaxă mare de 3,18 ua, o excentricitate de 0,09 și o înclinație de 8,5° în raport cu ecliptica.